# Fondation de l'islam de France
Pour les articles homonymes, voir FIF.
La Fondation de l'islam de France (FIF) est une fondation créée en 2016 pour favoriser, par des actions éducatives, culturelles et sociales, l'affirmation d'un « islam humaniste, d'un islam de France qui reconnaît les valeurs et principes de la République ». Elle est reconnue d'utilité publique depuis sa création, et est dirigée depuis 2018 par l'islamologue réformiste Ghaleb Bencheikh.

## Mission
La Fondation de l'islam de France se donne pour mission de renforcer la formation laïque des cadres religieux musulmans imams, aumôniers, cadres associatifs, étudiants en théologie. Pour cela, elle octroie des bourses de soutien à l'obtention d'un diplôme universitaire de formation civile et civique. Elle promeut les principes de la laïcité. Elle vise à expliquer le fait religieux islamique pour comprendre les ressorts politiques, sociaux, culturels, spirituels et religieux de l'islam dans l'histoire et aujourd'hui. Elle cherche à mettre en lumière les liens entre la France et l'islam pour faire connaître la pensée humaniste, le patrimoine culturel et artistique de l'islam, l'ancienneté de la relation qui lie la France à l'islam, la contribution des soldats musulmans aux guerres de défense et de libération du territoire national,.

## Histoire

### Origine
En 1991, le ministre de l'Intérieur, Pierre Joxe, met en place le Conseil d'orientation et de réflexion sur l'islam de France (CORIF). Organe consultatif, il aide l'État pour lui donner des avis sur des problèmes pratiques ou techniques relatifs à l'exercice du culte musulman en France. Il est également chargé de présenter des propositions pour l'organisation du culte musulman. En 1993, le nouveau ministre de l'Intérieur, Charles Pasqua, institue le Conseil représentatif des musulmans de France dont la présidence est confiée au recteur de la Grande mosquée de Paris. Le Conseil adopte, en décembre 1994, une « charte du culte musulman ».
Jean-Pierre Chevènement organise, en 1999, une « consultation des représentants des principales sensibilités musulmanes sur l'organisation du culte musulman en France ». Pour la première fois, sont rassemblés les dirigeants de l'ensemble des composantes du culte musulman. Les dirigeants de six fédérations musulmanes, six grandes mosquées et six personnalités musulmanes de France, auxquels s'agrègent par la suite de nouvelles organisations musulmanes, acceptent d'adopter une déclaration d'adhésion aux principes républicains.
Le 28 janvier 2000, est adopté un texte intitulé Principes et fondements juridiques régissant les rapports entre les pouvoirs publics et le culte musulman en France,. Les conditions préalables à la mise en place du Conseil français du culte musulman (CFCM) sont remplies. Bernard Cazeneuve crée l'Instance de dialogue avec l'islam de France, inspirée de celle que Lionel Jospin avait établie avec l'Église catholique. Les premiers travaux sont destinés « à préfigurer l'émergence, dans la République, d'un véritable islam de France ».  
En 2005 est créée la Fondation des œuvres de l'islam de France par Dominique de Villepin, alors ministre de l'Intérieur. Elle est dotée par Serge Dassault de près d'un million d'euros. La Fondation naît de la volonté de contrer, par la connaissance et la culture, l'idéologie salafiste, laquelle nourrit le terrorisme et la violence djihadistes. 

### Mandat de Jean-Pierre Chevènement (2016–2018)
La Fondation de l'islam de France est instituée par décret du 5 décembre 2016 et reconnue comme établissement d'utilité publique. La SNCF, le groupe Aéroports de Paris et le bailleur social SNI comptent parmi les membres fondateurs de la Fondation. Selon Le Figaro, la FIF « devrait pouvoir s'appuyer à moyen terme sur plusieurs millions d'euros pour financer ses projets »,. Jean-Pierre Chevènement est nommé président de la Fondation. Un partenariat est établi avec les Scouts musulmans de France. Sa création est l'aboutissement d'un travail mené notamment par Christian Poncet, directeur de projet chargé de la préfiguration de la fondation de l'Islam de France auprès du directeur des libertés publiques et des affaires juridiques au ministère de l'Intérieur. 

### Mandat de Ghaleb Bencheikh (depuis2018)
Le 13 décembre 2018, l'islamologue Ghaleb Bencheikh succède à Jean-Pierre Chevènement à la tête de la Fondation,,. La Fondation développe son site Internet et organise des conférences en France sur divers sujets. En partenariat avec le Musée du Louvre et la Réunion des musées nationaux et du Grand Palais, elle organise en huit mois une exposition temporaire « Arts de l'Islam, un passé pour un présent ». L'exposition est présentée dans dix-huit villes différentes.
En juin 2021, Ghaleb Bencheikh est réélu par le conseil d'administration face à Sadek Beloucif, chef de service à l'hôpital Avicenne de Bobigny, et président du conseil d'orientation de la Fondation, soutenu par la Grande mosquée de Paris. 
La Fondation distribue des allocations de recherche pour doctorants et masters en islamologie fondamentale, ainsi que des bourses à de futurs imams pour leur formation profane. En 2023, elle a accordé 51 bourses, dont 20 pour des femmes qui souhaitent devenir aumôniers.
En mars 2024, elle annonce manquer de mécénat d'entreprise et d'argent public, et menace de fermer prochainement,,.